# Carlos Cigarrán
Carlos Cigarrán Rodil (San Tirso de Abres, Asturias, 15 de agosto de 1941 - Barcelona, 25 de enero de 1988) fue un político español. Trabajó en la SEAT como metalúrgico y fue secretario de organización de la Federación del Metal de la Unión General de Trabajadores (UGT) y miembro del Secretariado Nacional de Cataluña de UGT entre 1976 y 1977. También fue miembro de la Comisión Ejecutiva Federal del Partido Socialista Obrero Español (1976-1981),
Fue nombrado secretario de organización del Partido Socialista de Cataluña-PSOE y con este partido se presentó a las elecciones generales de 1977 y de 1979, siendo elegido diputado al Congreso en las dos ocasiones por la provincia de Barcelona. En 1980 dejó su escaño (y le sustituyó Anna Balletbò y Puig) para presentarse a las elecciones al Parlamento de Cataluña de ese año, siendo elegido diputado del Parlamento. Fue reelegido en las elecciones de 1984. También fue miembro fundador de la Fundación Rafael Campalans. Murió en un accidente en enero de 1988